# Musique algorithmique
 (mars 2023).
Si vous disposez d'ouvrages ou d'articles de référence ou si vous connaissez des sites web de qualité traitant du thème abordé ici, merci de compléter l'article en donnant les références utiles à sa vérifiabilité et en les liant à la section « Notes et références ».
 (novembre 2023).
Motif : La mise en forme ne respecte pas entièrement les conventions, notamment en ce qui concerne l'introduction (cf WP:RI).

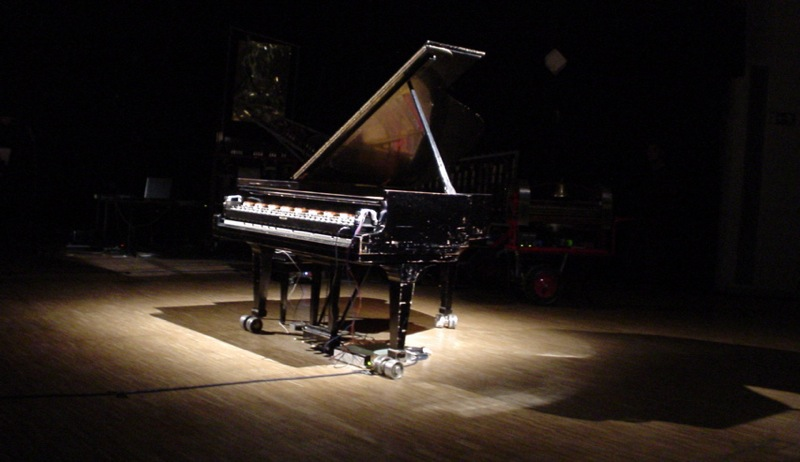
Musique algorithmique

Depuis le démarrage de la réflexion sur la composition assistée par ordinateur, première expérimentation musicale utilisant l’outil informatique, les systèmes de composition se sont tour à tour préoccupés d’infléchir ou de laisser l’initiative à la machine[pas clair], et, parallèlement, de libérer totalement l’homme de certaines tâches de régulation, ou de lui laisser une part importante de création.
Pour tenter de réduire la proportion de hasard, l'ordinateur fut utilisé pour ses fonctions de contrôle de l’automation. L’algorithme sert à résoudre des classes de problèmes grâce à une hiérarchisation des étapes dans une suite finie et ordonnée de règles. Cette forme opératoire de contrôle se retrouve à tous les niveaux de la programmation informatique.
Pierre Barbaud débuta dans cet esprit fonctionnel ses travaux sur la composition “automatique” et mit au point avec Roger Blanchard en 1959 le programme ALGOM I-5 pour l’ordinateur Gamma 60 du Centre de calcul électronique de la compagnie Bull à Paris. Cette approche logicielle utilise des techniques aléatoires fondées sur des algorithmes de création musicale automatique.
Dans cette approche de l'informatique musicale, la problématique finit par osciller de façon quasi paradoxale[pas clair] mais finalement foncièrement dialectique[pas clair], entre déterminisme et aléatoire, entre aléa et logique, entre hasard et nécessité. Elle influe par là même sur une création déjà ébranlée dans ses fondements, et qui recherche à la fois la précision dans les détails de la matière explorée et une liberté, voire une complète indétermination dans le mouvement structurel de sa construction[pas clair].